# میلیچ
میلیچ (لهستانی: Milicz؛ ‏ [ˈmilit͡ʂ]) شهری کوچک در استان سیلزی سفلی در لهستان است که مرکز شهرستان میلیچ و گمینای میلیچ محسوب می‌شود. در نزدیکی این شهر، آبگیرهای میلیچ واقع شده که یک ذخیره‌گاه طبیعی محسوب شده و از سال ۱۹۶۳ طبق مفاد کنوانسیون رامسر محافظت می‌شوند. این شهر طبق آمار سال ۲۰۱۹ میلادی، ۱۱٬۳۰۴ نفر جمعیت داشته‌است.
میلیچ در دوران باستان و در مسیر جاده کهربا بنا شد و نامش نخستین بار در یک قبالهٔ مالکیتی از پاپ اینوسنت دوم در سال ۱۱۳۶ عنوان شده‌است. این شهر در سال ۱۷۴۲ به تسخیر پادشاهی پروس درآمد و از سال ۱۸۷۱ جزئی از خاک امپراتوری آلمان شد. میلیچ پس از شکست آلمان نازی در جنگ جهانی دوم، دوباره به به خاک جمهوری خلق لهستان ضمیمه شد.